# Вагонная улица (Казань)
Вагонная улица ― улица в посёлке Новое Аракчино Кировского района Казани.

## География
Находится в северной части посёлка Новое Аракчино, проходя параллельно железной дороге. Начинаясь от безымянного проезда, соединяющего Новое Аракчино с посёлком Калинина, пересекает улицы Станюковича, Поперечно-Тальниковая и заканчивается пересечением с Новгородским переулком.

## История
Первые известные жилые дома на улице были построены в середине 1930-х годов: это были два бревенчатых дома для сотрудников Московско-Казанской железной дороги.
До вхождения в состав Казани состояла из двух частей: начальная часть современной улицы называлась Железнодорожной улицей, а оставшаяся — Школьной улицей. Бывшая Школьная улица была в основном застроена уже в 1940-х годах, а Железнодорожная улица была в основном застроена в 1950-х годах, когда вдобавок к двум, уже существовавшим домам железной дороги на ней были построены жилые дома для сотрудников расположенных недалеко предприятий треста «Казтрансстрой».
Решением городского совета № 229 от 29 марта 1966 года Железнодорожная и Школьная улицы были объединены и получили название Вагонная улица.
В 1990-х и 2000-х годах часть жилых домов была снесена в рамках республиканской программы по сносу ветхого жилья.
До 1963 года (как улицы Железнодорожная и Школьная) входила в состав посёлка Новое Аракчино, в 1963—1965 годах — в составе посёлка Красная Горка, после вхождения в состав Казани и объединения улиц — в составе Кировского района.

## Объекты
- № 4, 6, 8, 10, 12 — жилые дома треста «Казтрансстрой».[1]
- № 14, 32 — жилые дома Казанского отделения ГЖД (снесены).[1]
- № 30 — бывший школа посёлка Новое Аракчино (после присоединяя к Казани — начальная школа № 63, снесена).[1]
- по левую сторону улицы — станция Новое Аракчино.